# Adrenaline Rush
Adrenaline Rush è il terzo album in studio del rapper statunitense Twista, pubblicato nel 1997.

## Tracce
1. Intro – 2:04
2. Adrenaline Rush (feat. Yung Buk of Psycho Drama) – 3:43
3. Death Before Dishonor – 4:24
4. It Feels So Good (feat. Ms. Kane aka Eryka Kane) – 6:08
5. Overdose – 4:16
6. Mobster's Anthem (feat. Liffy Stokes & Mayz) – 5:05
7. Get Her in tha Mood (Skit) – 1:29
8. Emotions (feat. Johnny P) – 4:32
9. Unsolved Mystery – 4:44
10. Korrupt World (feat. B-Hype) – 5:44
11. Get It Wet (feat. Ms Kane aka Eryka Kane) – 4:04
12. No Remorse (feat. Liffy Stokes, B-Hype, Turtle Banks, Mayze & Master Link of Qualo) – 4:32
13. Emotions (Remix) – 4:49